# Albert Ponsold
Albert Ponsold (* 22. April 1900 in Libau; † 14. Februar 1983 in Münster) war ein deutscher Gerichtsmediziner und Hochschullehrer.

## Leben

### Frühe Jahre, Studium und Berufseinstieg
Der Sohn eines Stadtsekretärs beendete nach dem Besuch des Livländischen Ritterschaftlichen Landesgymnasiums zu Birkenruh bei Wenden seine Schullaufbahn 1918 in Petrograd mit dem Abitur. Danach begann er an der Universität Dorpat Medizin zu studieren. Von Ende 1918 bis 1919 war er Freiwilliger der Stoßtruppe in der Baltischen Landeswehr und war im Frühjahr 1919 an der Einnahme Rigas sowie als Angehöriger der Fliegertruppe am Baltenputsch beteiligt, wofür er mit dem Baltenkreuz ausgezeichnet wurde.
Ponsold nahm sein Medizinstudium 1919 an der Universität Berlin wieder auf und legte dort 1924 das erste medizinische Examen ab. Nach dem Medizinalpraktikum in Berlin wurde er im Mai 1926 approbiert sowie zum Dr. med. promoviert. Anschließend war er Assistenzarzt an mehreren Krankenhäusern und von 1927 bis 1930 wissenschaftlicher Mitarbeiter am Anatomischen Institut der Universität Marburg und der Universität Berlin. Danach war er als Pathologe am Stubenrauch-Krankenhaus in Berlin tätig und von Anfang Juli 1931 bis Ende September 1932 Assistent am Institut für Gerichtliche Medizin in Berlin. Zwischenzeitlich absolvierte er 1931 einen dreimonatigen Lehrgang an der Sozialhygienischen Akademie Berlin und war 1932/33 Assistenzarzt an der Universitätsnervenklinik Kiel. Ab 1933 war er Assistent am Institut für Gerichtliche und soziale Medizin der Universität Halle. Er legte 1934 die Prüfung zum Kreisarzt ab.
Ponsold war seit 1930 mit Marie-Luise, geborene Grote, verheiratet. Das Paar bekam zwei Töchter.

### Zeit des Nationalsozialismus
Im Zuge der Machtübergabe an die Nationalsozialisten wurde er 1933 Mitglied der SA. Er gehörte auch den NS-Organisationen NS-Ärztebund, der NSV sowie dem NS-Dozentenbund an und wurde Sturmarzt beim NSFK. Zum 1. Mai 1937 trat er der NSDAP bei (Mitgliedsnummer 4.047.408). Ponsold war Richter am örtlichen Erbgesundheitsgericht und hatte eine Zulassung für das Amt für Volksgesundheit der NSDAP. In Halle habilitierte er sich im September 1935 und war danach als Privatdozent an der Universität Halle  tätig, wo er kommissarisch 1936/37 das Institut für Gerichtliche und soziale Medizin leitete.
Nach Beginn des Zweiten Weltkrieges war er bei der Luftwaffe Luftgaupathologe im Wehrkreis IV. Ponsold folgte Anfang Oktober 1941 einem Ruf an die Reichsuniversität Posen, wo er ein Ordinariat für Gerichtliche Medizin und Kriminalistik wahrnahm und Direktor des örtlichen Instituts für Gerichtliche Medizin und Kriminalistik wurde. In der Kriegsendphase wurde er wieder zur Wehrmacht eingezogen und war Pathologe bei der Heeresgruppe West.

### Nachkriegszeit
Nach Kriegsende bestritt er seinen Lebensunterhalt zunächst mit landwirtschaftlichen Tätigkeiten und war danach in der „Seuchenbekämpfung“ und als gerichtlicher Gutachter in Düsseldorf tätig.
Ab 1948 war Ponsold Professor für gerichtliche Medizin an der Universität Münster. Er war Mitarbeiter der Redaktionsleitung der Fachzeitschrift Grenzgebiete der Medizin.  Er gehörte ab April 1953 dem ersten Bundesgesundheitsrat an. Bei der deutschen Gesellschaft für Gerichtliche Medizin war er 1961/62 Präsident. Ende September 1968 wurde Ponsold in Münster emeritiert, führte jedoch bis März 1970 seine bisherigen Tätigkeiten an der Universität Münster kommissarisch weiter. Ihm folgte 1970 auf den Lehrstuhl und als Direktor des Instituts für gerichtliche Medizin Hans W. Sachs nach.
Sein Forschungsschwerpunkt innerhalb der Rechtsmedizin war der Bereich Verkehrssicherheit in Zusammenhang mit Alkohol und Medikamenteneinnahme.
Ponsolds Memoiren wurden 1980 unter dem Titel Der Strom war die Newa publiziert, in denen er seine NSDAP-Mitgliedschaft verneinte.

### Gutachter im Hetzel-Prozess
Aufgrund eines Gutachtens von Ponsold wurde der Metzgermeister Hans Hetzel im Januar 1955 wegen Mordes an Magdalena Gierth in einem öffentlichkeitswirksamen Prozess zu lebenslanger Haft verurteilt. Ohne die Leiche je gesehen zu haben, nur anhand von Amateurfotos hatte Ponsold in seinem Gutachten einen Tathergang konstruiert, dem sich das Gericht anschloss: „Der Angeklagte habe möglicherweise der Frau Gierth zunächst Schläge auf Nase und Gesicht verabfolgt, worauf diese wohl die Flucht ergriffen habe. Der Angeklagte sei wahrscheinlich hinterhergerannt und habe ihr auf den Kopf geschlagen. Nach diesen Schlägen sei sie zusammengesunken, worauf er ihr die Schlinge um den Hals gelegt und kräftig zugezogen habe ... Der Angeklagte habe dann die Frau in die rechte Brust und in den Bauch gebissen. Anschließend habe er noch während des drei bis acht Minuten dauernden Todeskampfes und vielleicht noch nach dem Tode den Analverkehr ausgeübt. Dies sei alles mit dem Ziele der geschlechtlichen Befriedigung geschehen, das sich gleichsam wie ein roter Faden durch den Tatablauf hindurchziehe.“ Hetzel selbst hatte ausgesagt, Frau Gierth in seinem Lastwagen mitgenommen und nach Avancen ihrerseits zweimal kurz hintereinander einvernehmlichen Geschlechtsverkehr mit ihr gehabt zu haben. Beim wiederholten Geschlechtsverkehr sei Frau Gierth plötzlich zusammengesackt und nach seiner Feststellung tot gewesen. Danach habe er panisch gehandelt: „Er habe sich angekleidet, die Leiche aufgerafft, in den Wagen geladen und sei losgefahren, irgendwohin. Unterwegs habe er die Kleider der Frau zum Fenster hinausgeworfen, mit einer Hand steuernd. Und unterwegs sei ihm eingefallen, daß an einer entfernten Straße bereits früher, 1949 und 1952, die Leichen unbekleideter Frauen gefunden worden seien, derentwegen alle Ermittlungen erfolglos geblieben waren. Er habe darauf diese Straße angesteuert, dort gehalten, die Leiche die Böschung hinabgeworfen und sich davongemacht. Vorher habe er im übrigen die Leiche mit den Fetzen eines ihrer von ihm auseinandergerissenen Kleiderstücke gereinigt. Sie habe übel gerochen und sei feucht gewesen. Des Geruches halber habe er den Abgang von Kot angenommen und sei mit einem Lappen auch zwischen den Beinen der Leiche hindurchgefahren und dabei in den After eingedrungen.“
Nach erfolgreicher Wiederaufnahme des Verfahrens wurde Hetzel 1969 in einem weiteren Prozess freigesprochen. Hetzels Anwalt hatte Gerichtsmediziner als Sachverständige heranziehen können, die sämtlich eine Übereinstimmung an den 1953 an der Leiche Gierths erhobenen Befunden und Hetzels Aussagen zum Tathergang konstatierten. Der als Sachverständiger zum Verfahren hinzugezogene Rechtsmediziner Otto Prokop aus Ost-Berlin kritisierte in diesem Zusammenhang: „Es wurden Dinge erhoben, die gar nicht vorhanden sind.“

## Schriften (Auswahl)
- Die Desinfektion der Hände und des Operationsfeldes. Berlin 1926 (Dissertation).
- Intraabdominale Skelettierung und Mumifizierung von Föten bei experimentellem extrauterinen Abort. Halle 1935 (Habilitationsschrift).
- Lehrbuch der gerichtlichen Medizin einschliesslich der ärztlichen Rechtskunde, ärztlichen Standeskunde sowie der Versicherungsmedizin. Thieme, Stuttgart 1950; 2. Auflage ebenda 1958 (in drei Auflagen erschienen – überarbeitet).
- Kraftfahrer und Ernüchterungsmittel. Neuland-Verl. Ges., Hamburg 1953.
- Alkohol und Verkehr. Hamburg 1957 (in drei Auflagen erschienen – überarbeitet).
- Die Plateaubildung (Gréhant) in der Blutalkhoholkurve. In: Alcohol and road traffic. 1963.
- Der Strom war die Newa. Aus dem Leben eines Gerichtsmediziners. Bläschke, Sankt Michael 1980.